# Jessica Alonso
Jessica Alonso Bernardo, née le 20 septembre 1983 à Gijón, est une handballeuse espagnole évoluant au poste d’ailière droite.

## Biographie
En équipe d'Espagne, elle compte 97 matchs pour 202 buts. En sélection, elle a été médaillée de bronze du championnat du monde 2011, vice-championne d'Europe 2008 et médaillée de bronze aux Jeux olympiques d'été de 2012 à Londres.
Après une année difficile, marquée par les difficultés financières au ŽRK Zaječar, elle rejoint Le Havre AC en 2013.
En 2015, elle rejoint Besançon, récent promu en 1re division.
Elle prend sa retraite sportive à l'issue de la saison 2015-2016.

## Parcours
- Sociedad Deportiva Itxako : 2006-2012
- ŽRK Zaječar : 2012-2013
- Le Havre AC Handball : 2013-2015
- ES Besançon : 2015-2016

## Palmarès

### Club
compétitions internationales
- vainqueur de la Coupe EHF en 2009 (avec SD Itxako)
- finaliste de la Coupe EHF en 2008 (avec SD Itxako)
- finaliste de la Ligue des champions en 2011 (avec SD Itxako)

compétitions nationales
- Championne d'Espagne (3) en 2010, 2011 et 2012 (avec SD Itxako)
- Coupe de la Reine (3) en 2010, 2011 et 2012 (avec SD Itxako)
- Supercoupe d'Espagne (2) en 2010 et 2011 (avec SD Itxako)
- Championne de Serbie (1) en 2013 (avec ŽRK Zaječar)
- Coupe de Serbie (1) en 2013 (avec ŽRK Zaječar)

### Équipe nationale
- vice-championne d'Europe au Championnat d'Europe de handball féminin 2008 en Macédoine.
- médaillée de bronze au Championnat du monde de handball féminin 2011 au Brésil.
- médaillée de bronze aux Jeux olympiques d'été de 2012 à Londres ( Royaume-Uni).